# Joachim Paul (Politiker, 1957)

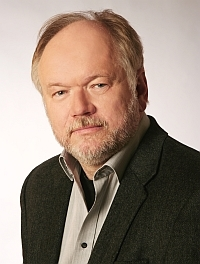
Joachim Paul, 2011

Joachim Arthur Josef Paul (* 19. August 1957 in Köln) ist Biophysiker, Medienpädagoge und ehemaliger Politiker der Piratenpartei Deutschland.

## Kurzbiographie
Nach dem Abitur 1976 am Theodor-Schwann-Gymnasium in Neuss studierte Paul Physik an der Ruhr-Universität Bochum und schloss das Studium mit dem Diplom, Hauptfach Angewandte Physik/Biophysik, ab. Von 1984 bis 1986 war Paul Zivildienstleistender in der elektrophysiologischen Forschungsabteilung eines Krankenhauses im Ruhrgebiet.
Von 1988 bis 1991 war Paul wissenschaftlicher Assistent des Projektschwerpunkts Neurokybernetik des Wirtschaftsministeriums des Landes Schleswig-Holstein. Parallel hierzu erfolgten 1989 bis 1993 Tätigkeiten für verschiedene wissenschaftliche Einrichtungen und Forschungsprojekte im Bereich der Neurokybernetik und der Künstlichen Intelligenz, u. a. für das Institut für Kybernetik und Systemtheorie e.V.
Zu den Projekten gehörten insbesondere die aus den ESPRIT-Programmen II und III der Europäischen Union geförderten Projekte StatLog (ESPRIT II project 5170: Comparative testing and evaluation of statistical and logical learning algorithms on large-scale applications to classification, prediction and control) und PAPAGENA (ESPRIT II project 6857: Programming Environment for Applications of Parallel Genetic Algorithms).
1993 wurde Paul an der Universität Witten/Herdecke zum Thema Exploration medizinischer Daten mit Hilfe von computersimulierten neuronalen Netzen am Beispiel der Thermoregulationsdiagnostik promoviert.
Es folgten 1994 bis 1998 freiberufliche Autoren-, Berater- und Referententätigkeiten im Bereich Multimedia/Internet für verschiedene Weiterbildungsträger der Erwachsenenbildung.
Im März 1998 wechselte Joachim Paul in das Medienzentrum Rheinland (seit 2009 umbenannt in LVR-Zentrum für Medien und Bildung), eine Kulturdienststelle des Landschaftsverbandes Rheinland, und arbeitete dort bis zum 13. Mai 2012 als wissenschaftlicher Referent und Medienpädagoge für den Bereich „Neue Medien“.

## Piraten-Politiker seit 2009
Joachim Paul trat 2009 der Piratenpartei bei und engagierte sich in Folge im Arbeitskreis Bildung des Landesverbandes NRW der Partei und bei der Abfassung der Wahlprogramme. Am 24. März 2012 wurde er auf Listenplatz 1 der Landesliste der Piratenpartei für die Landtagswahl in Nordrhein-Westfalen nominiert.

## NRW-Landtagsabgeordneter (2012–2017)
Bei der vorgezogenen NRW-Landtagswahl am 13. Mai 2012 zog Paul über den Listenplatz 1 der NRW-Landesliste der Piratenpartei in den NRW-Landtag ein. Dort wurde er zum Fraktionsvorsitzenden gewählt. Bei den Vorstandswahlen am 18. August 2015 trat er nicht erneut an, sodass Michele Marsching neuer Fraktionsvorsitzender wurde. Mit dem Ausscheiden seiner Partei aus dem Landtag nach der Landtagswahl in Nordrhein-Westfalen 2017 verlor er sein Mandat.
Neben dem Fraktionsvorsitz nahm Joachim Paul weitere politische Aufgaben für die Piratenfraktion wahr. Als ordentliches Mitglied der entsprechenden Ausschüsse "Europa und eine Welt" und "Innovation, Wissenschaft und Forschung" war er von 2012 bis 2017 europapolitischer und hochschulpolitischer Sprecher seiner Fraktion. Nach dem Austritt seines Kollegen Daniel Schwerd aus der Fraktion wurde Paul 2015 zusätzlich wirtschaftspolitischer Sprecher und ordentliches Mitglied im Ausschuss für Kultur und Medien und behielt diese Funktionen bis zum Ende der 16. Wahlperiode und dem Ausscheiden der Piraten.
Des Weiteren war er Sprecher seiner Fraktion in der von der Fraktion der CDU beantragten Enquete-Kommission zur Bewertung der Tragfähigkeit der öffentlichen Haushalte in Nordrhein-Westfalen unter den Bedingungen der Schuldenbremse und des demografischen Wandels in der Dekade 2020 bis 2030 (Enquetekommission III). Als Sachverständiger an seiner Seite fungierte der Ökonom Prof. Dr. Heinz-Josef Bontrup. Eine Weigerung der Kommission, die Randbedingungen Schuldenbremse und demographischer Wandel ebenfalls in die Betrachtung mit einzuschließen, führte zu umfangreichen Sondervoten des Sachverständigen und der Piratenfraktion im Abschlussbericht der Enquete-Kommission.
Maßgeblich auf Pauls Initiative und Vorarbeiten zurück geht die große Anfrage der Piratenfraktion zur politischen Einflussnahme der Bertelsmann-Stiftung und des Bertelsmann-Konzerns.
Die Antwort der Landesregierung wurde am 1. Dezember 2016 im Landtag debattiert.

## Tätigkeit nach der Politik
Nach Beendigung der Tätigkeit als Landtagsabgeordneter kehrte Paul in sein altes Arbeitsverhältnis als wissenschaftlicher Referent beim LVR-Zentrum für Medien und Bildung des Landschaftsverband Rheinland zurück. Er war dort bis zum altersbedingten Ende seiner Beschäftigung im Jahr 2023 in Kooperation mit einer Referentin des LWL-Medienzentrum für Westfalen mit der operativen Leitung des landesweiten Mediendienstes für Schulen, EDMOND NRW, betraut sowie seit 2019 mit dem Aufbau der Bildungsmediathek NRW in Kooperation mit der Medienberatung NRW.
Darüber hinaus engagiert sich Joachim Paul weiterhin publizistisch zu politischen und wissenschaftlichen Themen, insbesondere zu die Digitale Revolution betreffenden Fragen sowie zu Technikphilosophie.
Bereits seit 1996 gibt er www.vordenker.de, ein Webforum für Innovatives
in Wissenschaft, Wirtschaft und Kultur heraus, in dem viele Autoren sowie Vordenker aus unterschiedlichsten Bereichen publiziert sind und das 2010 um einen Blog erweitert wurde. www.vordenker.de enthält u. v. a. die komplette Bibliographie des Philosophen und Logikers Gotthard Günther sowie das digitale Archiv des Logikers, Philosophen und Mathematikers Rudolf Kaehr.
Im Dezember 2018 trat Paul aus der Piratenpartei aus und ist seitdem parteilos.

## Privates
Er lebt in Neuss, ist verheiratet und hat einen Sohn.

## Mitgliedschaften
Erstunterzeichner Scientists for Future 2019

Mitglied der GMK – Gesellschaft für Medienpädagogik und Kommunikationskultur 2017

Mitglied im Kuratorium der Johannes-Rau-Forschungsgemeinschaft 2016 – 2021

Mitglied der Peira – Gesellschaft für politisches Wagnis e.V. 2016–2021

Mitglied der Piratenpartei Deutschland 11/2009 – 12/2018

Mitglied des Arbeitskreises Medienphilosophie der Fachhochschule Düsseldorf 2002–2009

Gründungsmitglied des Institut für Kybernetik und Systemtheorie e.V., Dresden, Bochum 1991

## Publikationen, Auswahl
Joachim Paul hat über 100 Schriften verfasst und veröffentlicht, als Autor und Co-Autor. Im Folgenden wird nur eine Auswahl gezeigt. Ein vollständiges Publikationsverzeichnis findet sich im eJournal www.vordenker.de

### Beiträge in Zeitschriften, Monografien, Sammelbänden und Online-Journalen
- Joachim Paul, Eberhard von Goldammer, Herbert R. Wenzel: Pressure Induced Structural Fluctuations in Biopolymers, Studied by EPR-Spectroscopy. In: Z. Naturforsch. 43 c, 1988, p. 162–166
- Joachim Paul, Eberhard von Goldammer: Neural Net Applications in Medicine. In: (Hrsg.) J. Stender, T. Addis: Symbols versus Neurons? (Frontiers in Artificial Intelligence and Applications). IOS-Press, Amsterdam, Washington, Tokyo, 1990, p. 215–231
- Eberhard von Goldammer, Joachim Paul, Herbert R. Wenzel: Applications of Spin-Label Techniques at High Pressures. In: (Hrsg.) R. J. Zhdanov: Bioactive Spin Labels, Springer, Berlin, New York, Heidelberg, 1992, p. 162–166
- Joachim Paul, Eberhard von Goldammer, Rudolf van Leendert et al: Applications of Neural Networks and Genetic Algorithms in the Diagnosis of Cancer, Anorexia Nervosa and AIDS. In: (Hrsg.) J. Stender, C. J. A. Chisholm: Parallel Genetic Algorithms - Theory and Applications (Frontiers in Artificial Intelligence and Applications), IOS-Press, Amsterdam, 1992, p. 187–214
- Joachim Paul, Eberhard von Goldammer, Rudolf van Leendert: Neural Net Applications in Medicine - Exploration of Dynamical Thermoprofiles. In: (Hrsg.) S. Fuchs, R. Hoffmann: Mustererkennung 1992 (Informatik Aktuell)'. 14. DAGM-Symposium, Dresden, 14.–16. September 1992, Springer, Berlin, Heidelberg, New York, 1992, p. 166–172
- Eberhard von Goldammer, Joachim Paul: Autonomie in Biologie und Technik. In: (Hrsg.) Axel Ziemke, Rudolf Kaehr: Realitäten und Rationalitäten (Selbstorganisation - Jahrbuch für Komplexität in den Natur, Sozial- und Geisteswissenschaften. Band 6 1995). Duncker & Humblot, Berlin 1996, S. 277–298 online, abgerufen am 14. Oktober 2021
- Joachim Paul, Dieter Grubert: Elektronische Distribution von Medien on Demand - Audiovisuelle Medien als Katalysator für kooperatives Lernen. In: F. Schumacher, FWU Institut für Film und Bild in Wissenschaft und Unterricht: Innovativer Unterricht mit Neuen Medien. Grünwald 2004, S. 181–209 online, abgerufen am 14. Oktober 2021
- Joachim Paul: Medienphilosophie – ein interdisziplinäres Thema? In: (Hrsg.) J. Winkel, Medien und Menschen - Medienphilosophische und medienanthropologische Aspekte der Medienbildung. Lehrerausbildung und Schule in der Diskussion, PLAZ-Forum, Heft C-09-2005, Paderborn 2005, S. 9–24 online, abgerufen am 14. Oktober 2021
- Eberhard von Goldammer, Joachim Paul: The Logical Categories of Learning and Communication – Reconsidered from a Polycontextural Point of View: Learning in machines and living systems. In: Kybernetes. Vol. 36 No. 7/8, 2007, pp. 1000–1011 online, abgerufen am 14. Oktober 2021
- Joachim Paul: Privatsphäre / Datenschutz / Kontrollverlust In: medien + erziehung, merz, 56. Jhrg., Nr. 3, München, Juni 2012, S. 28–30
- Joachim Paul: Der "shitstorm" als Waffe des Protests - Wer vom Netz und seinen Wellen spricht, muss sich auch über die Finanzwellen empören – eine Erwiderung auf Byung-Chul Han. Frankfurter Allgemeine Zeitung, 18. Oktober 2012, S. 6 online, abgerufen am 14. Oktober 2021
- Joachim Paul: Digitale Gesellschaft - Politisches Kommunizieren und Agieren im Netz. In: (Hrsg.) Bodo Hombach: Netz der Freiheit? - Chancen und Risiken der Neuen Medien im 21. Jahrhundert (Bonner Perspektiven - Magazin der Bonner Akademie für Forschung und Lehre praktischer Politik (BAPP)) Bonn 11/2012, S. 44–49 online, abgerufen am 14. Oktober 2021
- Joachim Paul: TRANS- Reflexionen über Menschen, Medien, Netze und Maschinen. (gesammelte Essays 1996–2013), epubli, Berlin 2013, ISBN 978-3-8442-5502-7
- Joachim Paul: Rethinking Leibniz – Transhumanismus in der Dekonstruktion., in: (Hrsg.) Sven Kluge, Ingrid Lohmann, Gerd Steffens: Menschenverbesserung – Transhumanismus. Jahrbuch für Pädagogik 2014 (Band 29), Peter Lang, Frankfurt a. M., Berlin, Bern, Bruxelles, New York, Oxford, Wien, 2014. S. 191–204, ISBN 978-3-631-65764-5 online, abgerufen am 14. Oktober 2021.
- Joachim Paul: Über Monster und Kurzschlüsse der Erkenntnis - Oder: Keine Angst vor künstlicher Intelligenz. In: agora 42 - Das philosophische Wirtschaftsmagazin. Stuttgart, 2017/2, S. 64–67.
- Joachim Paul: Anti-Aufklärung? Kriegstechnologie? – Anmerkungen zu blinden Flecken im Narrativ der Kybernetik. In: Telepolis., Heise Zeitschriften Verlag, Hannover 21. Mai 2018, online, abgerufen am 14. Oktober 2021
- Joachim Paul: Schulen und Digitalisierung reloaded - Nachrichten aus der Wirklichkeit. In: Telepolis, Hannover 2. Oktober 2018, online, abgerufen am 14. Oktober 2021
- Joachim Paul: Perry Rhodan und Posthumanismus, In: (Hrsg.) Melanie Wylutzki, Hardy Kettlitz: Das Science Fiction Jahr 2019. Hirnkost, Berlin 2020, ISBN 978-3-947380-68-8, S. 87–107
- Joachim Paul: Star Wars: Die "Science Fiction" des George Lucas - Rückschau auf eine Erzählung zwischen Wissenschaft, Mythen, Magie und Maschinen. In: Melanie Wylutzki, Hardy Kettlitz: Das Science Fiction Jahr 2020. Hirnkost, Berlin 2020, S. 325–343
- Joachim Paul: Zwischen Scylla und Charybdis - Schulen zwischen Politik, Digitalisierung, Corona und dem gekippten Privacy Shield. Telepolis., Heise Zeitschriften Verlag, Hannover, 19. Oktober 2020, online, abgerufen am 14. Oktober 2021
- Joachim Paul: Eine Krise unserer Rationalität? - Zur Dialektik der Beziehungen zwischen Ökonomie, Umwelt und Technik. In: (Hrsg.) Heinz-J. Bontrup, Jürgen Daub: Digitalisierung und Technik – Fortschritt oder Fluch? - Perspektiven der Produktivkraftentwicklung im modernen Kapitalismus. Papyrossa Verlag, Köln 2021, ISBN 978-3-89438-742-6, S. 74–113
- Joachim Paul: Schule digital: Bildungsmedien für Schulen – bundesweites Kuddelmuddel. In: Heise online., Heise Zeitschriften Verlag, Hannover, 30. April 2021 online, abgerufen am 14. Oktober 2021
- Joachim Paul: Schule digital: Lernplattformen und die zu geringen Bandbreiten der Politik. Heise online., Heise Zeitschriften Verlag, Hannover, 28. Mai 2021 online, abgerufen am 14. Oktober 2021

### IT-Publikationen, Handbücher (Auswahl)
- Joachim Paul, Boris Bender, Wolfgang Welscher, Norbert Meyer: Das große Buch Intranet. Data Becker, 1997, ISBN 3-8158-1268-2
- Joachim Paul, Peter Kuhlmeier, Achim Sarrazin, Thomas Blank: Das große Buch Frontpage 98. Data Becker, 1999, ISBN 3-8158-1398-0
- Joachim Paul: Das große Buch Frontpage 2000. Data Becker, 1999, ISBN 3-8158-1368-9
- Joachim Paul: Das große Buch Frontpage 2002. Data Becker, 2001, ISBN 3-8158-2164-9
- Joachim Paul, Heino Kollert: Das große Buch GoLive 5. Data Becker, 2001, ISBN 3-8158-1483-9

### Herausgeberschaften
- Mitinitiator (zusammen mit Larry Steindler) und Herausgeber des eJournals www.vordenker.de, 1996, ISSN 1619-9324
- zusammen mit Eberhard von Goldammer: Einleitung und Vorwort der dritten Auflage von Das Bewusstsein der Maschinen von Gotthard Günther, Agis-Verlag, Baden-Baden 2002, ISBN 978-3-87007-009-0
- zusammen mit Eberhard von Goldammer: Fritz Beckmannshagen: Rudolf Steiner und die Waldorfschulen - eine psychologisch-kritische Studie. mit einer Kurzbiographie Fritz Beckmannshagens von Joachim Paul nach Notizen von Helenita Frohberg, 3. Auflage als E-Book, Witten und Neuss, August 2008. Abgerufen am 14. Oktober 2021.

## Preise und Auszeichnungen
- 2011 Das Hungertuch (Künstlerpreis) (Kategorie „Essay“)